# زوکوو-لفیتسوو
زوکوو-لفیتسوو (به آلمانی: Sukow-Levitzow) یک شهر در آلمان است که در روشتوک واقع شده‌است. زوکوو-لفیتسوو ۵۱۸ نفر جمعیت دارد.